# JBIG
JBIG — це стандарт стискання зображень без втрат запропонований Групою Експертів в Стисканні Бінарних Зображень (Joint Bi-level Image Experts Group), і стандартизований Міжнародною Організацією зі стандартизації ISO/IEC стандарт номер 11544 і як ITU-T рекомендації T.82. Пізніше був прийнятий новіший стандарт стискання бінарних (тільки два кольори — чорний і білий) зображень JBIG2, JBIG також знаний як JBIG1. JBIG був розроблений насамперед для стискання факсимільних зображень, але може також достатньо ефективно бути використаний і для інших класів зображень. В більшості випадків JBIG демонструє приблизно на 20-50 % кращий ступінь стискання в порівнянні з простішим і раніше стандартом, що з'явився Fax Group 4, у деяких ситуаціях перевага досягає декількох разів.
JBIG використовує варіант арифметичного стискання запатентований IBM і знаний як Q-coder. Він оснований на оцінці імовірності кожного біта на основі попередніх бітів і попередніх рядків зображення. Алгоритм розроблений для стискання зображення по рядках в порядку їх надходження. Також JBIG підтримується прогресивна передача (поступового «проявлення» зображення на приймачі у міру отримання файлу) з невеликим (порядку 5 %) пониженням ступеня стискання.